# بابلو كاريرا
بابلو كاريرا (بالإسبانية: Pablo Carrera)‏ هو لاعب رماية إسباني، ولد في 23 ديسمبر 1991 في بلباو في إسبانيا.

## وصلات خارجية
- بابلو كاريرا على موقع الاتحاد الدولي (الإنجليزية)
- بابلو كاريرا على موقع أوليمبيديا (الإنجليزية)